# Скопофилия
Скопофилия (skopophilia) (др.-греч. σκοπέω — «наблюдаю» и др.-греч. φιλία — «любовь») — нездоровая тяга к подсматриванию, сексуальное наслаждение, возникающее при тайном подглядывании за половым актом (реже за дефекацией или мочеиспусканием), совершаемым другими лицами.
По Фрейду, скопофилия является одним из парциальных влечений, которые проявляются с раннего детства, но относительно поздно встраиваются в сексуальную жизнь. Скопофилия с самого начала имеет объект. Включает нарциссический вариант рассматривания женщин 

## Психоанализ
Зигмунд Фрейд использовал термин «скопофилия» для описания, анализа и объяснения концепции Schaulust, удовольствия от взгляда из любопытства, которое он считал частичным инстинктом, присущим процессу формирования личности в детстве. По Фрейду, такой инстинкт удовольствия может быть сублимирован либо в эстетике, когда смотрят на предметы искусства, либо в навязчивом неврозе, когда появляется «жгучее и мучительное желание увидеть женское тело». Таким неврозом страдал пациент — мужчина-Крыса. Schaulust возникло психомедицинское убеждение, что подавление скопического влечения может привести к настоящему физическому заболеванию, например, к нарушениям зрения. В отличие от интерпретации Фрейда, другие психоаналитические теории предполагали, что практики скопофилии могут приводить к безумию или психическому расстройству, которое представляет собой отступление скопофильного человека из конкретного мира реальности в абстрактный мир фантазий.
Теория скопофилии была разработана психоаналитиком Отто Фенихелем, который рассмотрел процесс психологической идентификации и его стадии. При развитии личной идентичности "ребенок, который ищет предмет своего либидо, хочет смотреть на объект, чтобы «почувствовать себя вместе с ним». Безличное взаимодействие смотрящего и наблюдаемого при скопофилии иногда заменяет личное взаимодействие для социально тревожного человека, который стремится избежать чувства вины.
Концептуальное развитие взгляда Лаканом связывало удовольствие от скопофилии с восприятием человеком Другого (человека), который не является Самостью: «Взгляд — это объект, потерянный и внезапно вновь обретенный в огне стыда благодаря введению Другого». Практика скопофилии — это то, как желание человека фиксируется воображаемым представлением Другого. Теории, альтернативные лакановской интерпретации скопофилии и взгляда, предположили, что обнаружение ребёнком половых различий и сопровождающая его тревога по поводу незнания различий между полами — это опыт, который впоследствии побуждает ребёнка осознанно удовлетворить желание смотреть и смотреть на него.

## Литературные примеры
- «Сатирикон» («Книга сатироподобных приключений», 1-й в. н. э.) Гая Петрония Арбитера представляет скопофильное описание жрицы Приапа как женщины, которая «первой бросила пытливый взгляд на щель, которую она открыла, и шпионила за их игрой с похотливым рвением»[13].
- В книге «Тайные сексуальности: сборник сочинений 17 и 18 веков» (2003) Иэна Маккормика показано, что трансгрессивная сексуальность состоит из взаимоотношений между публичной и частной сферами, а также между открытым и секретным аспектами жизни человека. Примером могут служить «Мемуары женщины удовольствия» (1749 г.), в которых главная героиня Фанни Хилл даёт свои скоптофильные наблюдения за двумя содомитами, описывает обстановку и декор комнаты, в которой они совокупляются: «… наконец, я заметил бумажное пятно того же цвета, что и обшивка, которое должно скрыть какой-то изъян; пятно было расположено так высоко, что мне пришлось встать на стул, чтобы дотянуться до него, что я сделал как можно тише. Затем я проткнул его и расширил. И теперь, пристально глядя через него, я мог видеть, как две юные резвятся в веселой и невинной игре»[14].

## Кино
В фильме «Психо» (1960), поставленном Альфредом Хичкоком, главный герой Норман Бейтс — вуайерист, чьи номера в мотелях оборудованы глазками. По ходу сюжета менеджер мотеля Норман шпионит за антигероиней, которая раздевается в своей якобы отдельной комнате. В фильмах «Подглядывающий» (1960) Майкла Пауэлла и «Короткий фильм о любви» (1989) Кшиштофа Кесьлёвского «Скопофилия» показывается как психологическое заболевание главного героя. Как повествовательный кинематограф, Подглядывающий — это сознательное упражнение в вуайеризме для главного героя и зрителя, которое демонстрирует насколько легко главный герой и зритель мысленно и морально способны смотреть зверства (пытки, увечья, смерть), которые не следует рассматривать, как повествовательные фильмы. Психически больной главный герой действовал так, как он действовал из-за жестокого психического обращения в детстве со стороны его отца-режиссёра; жестокое обращение со стороны отца уродливо сделало Марка замкнутым человеком, которому комфортно мучить и убивать людей.
В 1970-е годы психоаналитики кино использовали термин «скопофилия» для определения и описания эстетических и эмоциональных удовольствий (часто патологических) и других бессознательных психических процессов, которые происходят в сознании зрителей, смотрящих на фильм. Тем не менее вуайеризм и мужской взгляд — это психологические практики, лежащие в основе эмоционального опыта зрителей при просмотре основного коммерческого кино; частности, мужской взгляд полностью представлен, описан и объяснен и противопоставлен женскому взгляду в эссе Лауры Малви «Визуальное удовольствие и повествовательное кино» (1975). Тем не менее в Roll over Adorno: Critical Theory, Popular Culture, Audiovisual Media (2006) другие анализы показывают, что теории скопофилии и мужской взгляд козлом отпущения являются разнообразными удовольствиями от просмотра повествовательного фильма в качестве развлечения.